# ジェラルド・デ・ルーイ

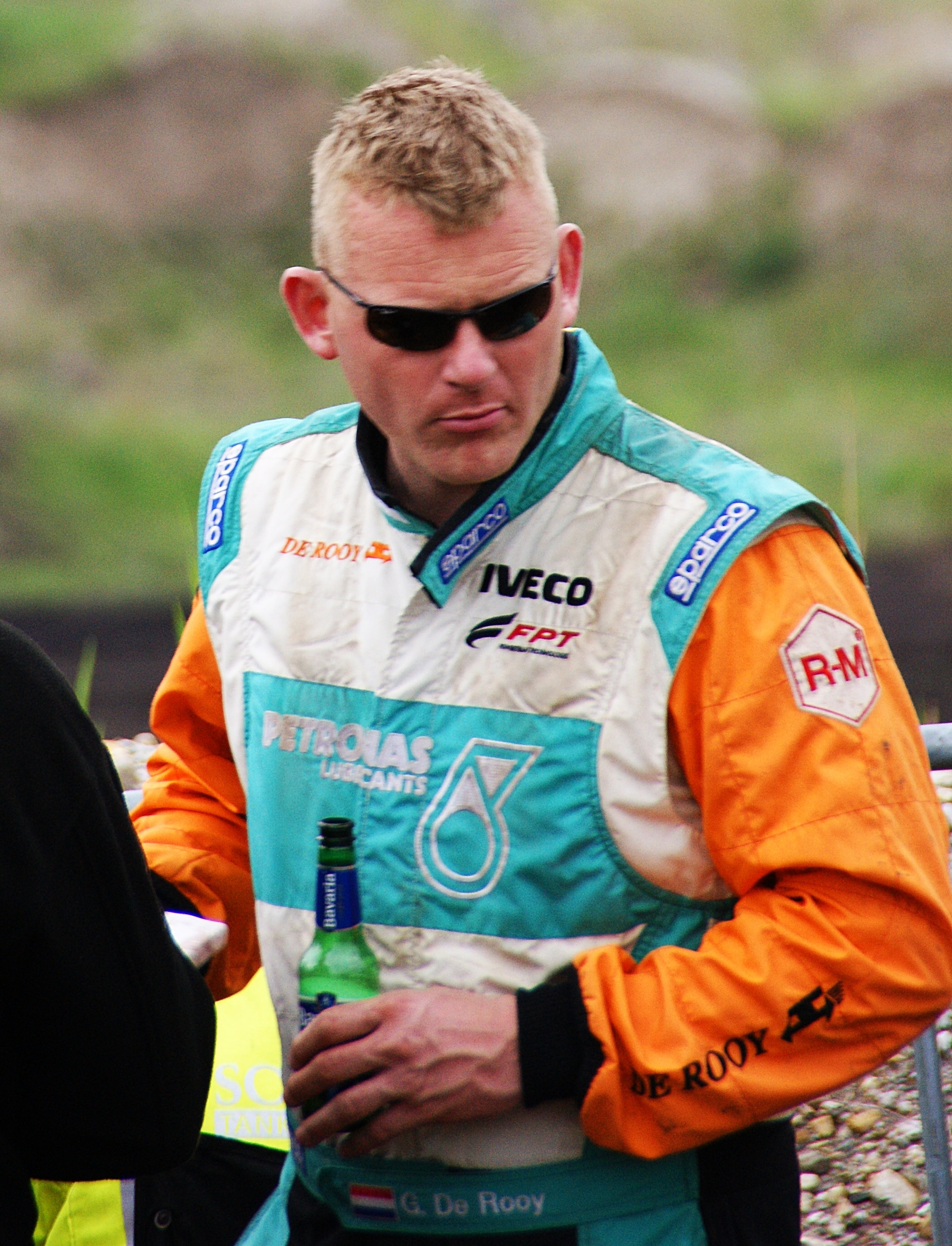
2013年バハ300にて

ヘラルト・デ・ローイ（Gerard de Rooy、1980年6月21日 - ）はオランダのアイントホーフェン出身のオフロードレーサー。
2010年代のダカール・ラリーのトラック部門で最強を誇ったカマズ・マスターを2度破った。

## 概要

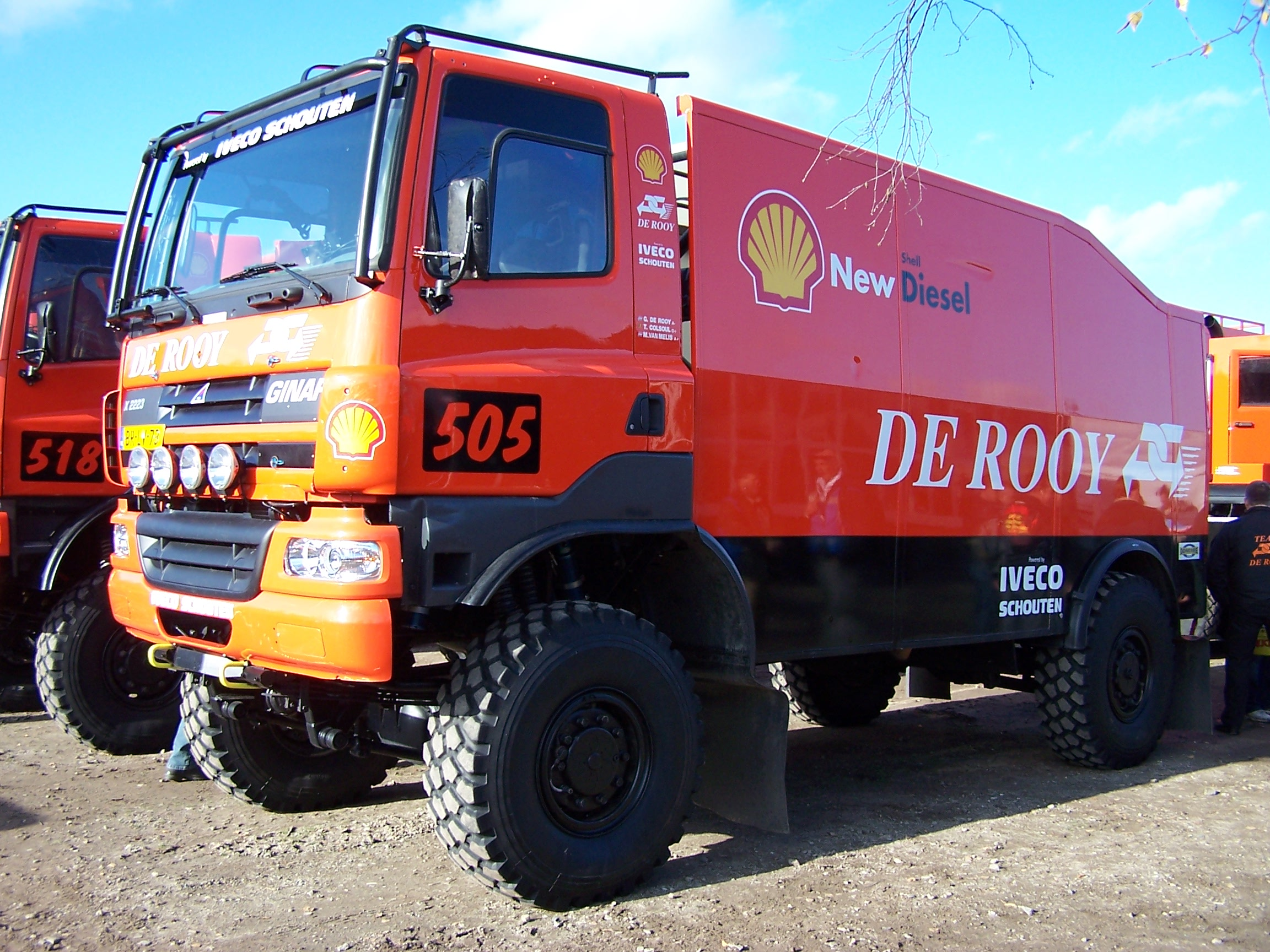
GINAF・X2223 4x4（2008年）

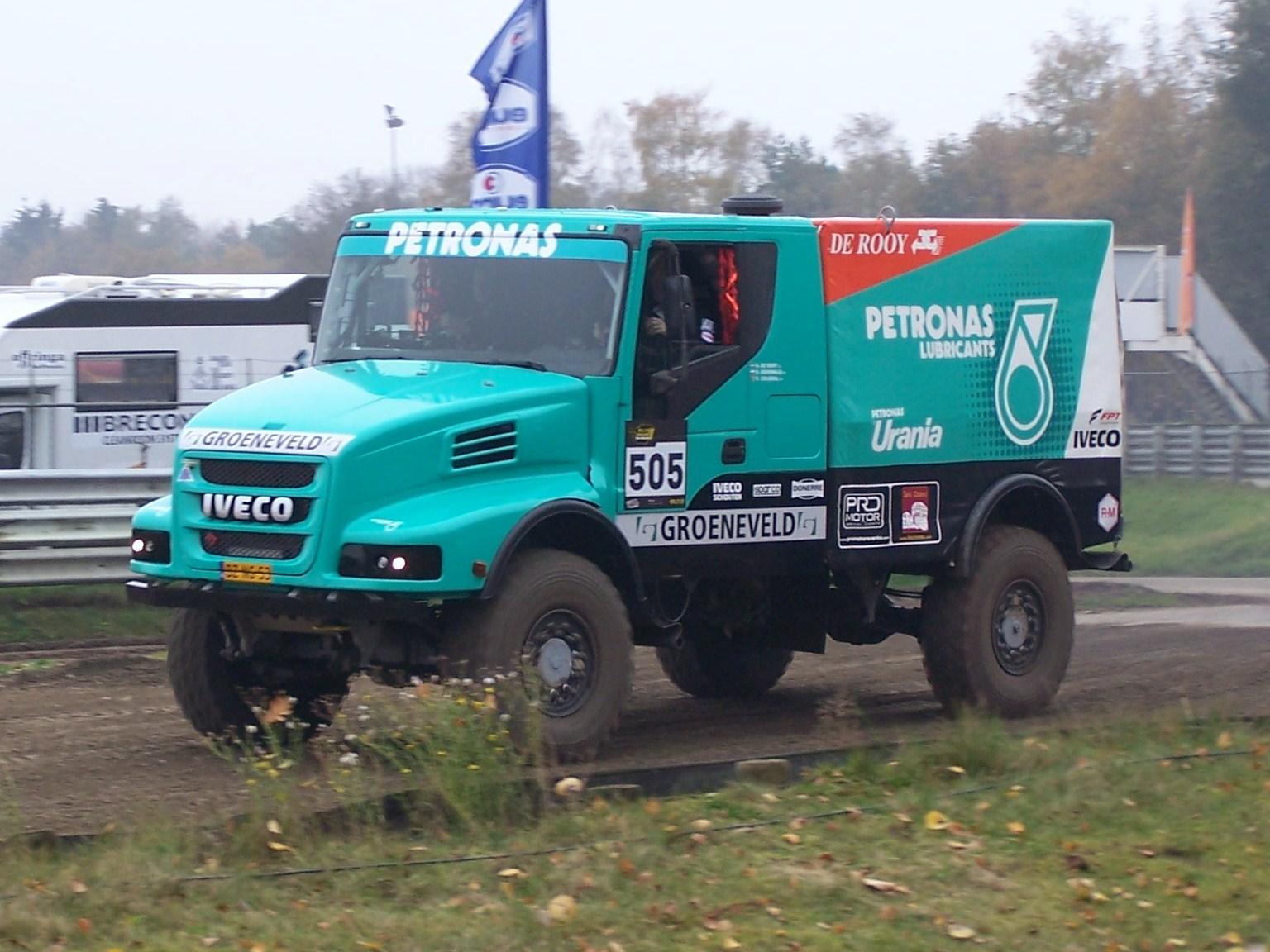
ペトロナスカラーのイヴェコ・パワースター・トルピド4x4（2011年）

1980年代にツィーコヴィック・モンスターやDAF・ターボツインといった怪物トラックを駆使し、1987年にダカール・ラリー部門優勝を遂げたヤン・デ・ルーイの息子に当たる。またオランダのラリー王者で、2007年にはMANでトラック部門を制したハンス・ステイシーは従兄弟に当たる。
ヤンは1988年にナビが死亡した事故以来ダカールに現れていなかったが、ジェラルドが情熱を持ってヤンを説得。2002年のジェラルドは、ヤンをナビとしてダカールにデビューした。
2003年には初を含むステージ5勝を挙げ、2004年に初表彰台（3位）を獲得した。
2006年はDAFの車両の新公認が書類不備とされ、FIA（国際自動車連盟）・ASO（アモリ・スポル・オルガニザシオン）・FFSA（フランス自動車連盟）・DAFの4者間で侃々諤々の議論の末に参加が認められず、スタート前に不合格となる屈辱を味わった。新たな公認において、前年12月7日時点ではFFSAは合格としていたが、12月23日に突如書類不受理になったというFAXをDAF側に送りつけた。DAF側は急遽古い方の公認と改造で書類を通そうとするが、FIA（国際自動車連盟）の担当者は休暇中であり、この申請書を処理できるのは1月2日（ステージ1開始日）となるため、FIAの援護は受けられないという理不尽極まりないものであった。
2007年に前年の悲劇を踏まえて検討の末、父以来使用し続けていたDAFに別れを告げ、同じくオランダのメーカーであるGINAFへマシンを交代。2009年に再び3位表彰台を獲得した。
しかし2009年のシルクウェイ・ラリーでは最終ステージで予期せぬジャンプをした際に背中に重症を負った。2010年ダカールは、これに伴い欠場している。この怪我はキャリアを通じて彼を苦しめることになる。これのリハビリに、カマズ専属の理学療法士のサポートを受けた。
2011年大会から、イタリアのメーカーであるイヴェコのワークスチームとして参戦。ロシアのチーム・カマズ・マスターが猛威を振るう中、2012年に自身とイヴェコにとっての初優勝を果たした。父の優勝からちょうど25年目のことであった。また2位にデ・ローイのチームから参戦したステイシーのイヴェコも入り、1-2フィニッシュも飾っている。
デ・ルーイは2016年も総合優勝を遂げた（3位にフェデリコ・ヴィラグラが入ってイヴェコの1-3フィニッシュ）。また2014、2017、2019年も表彰台を獲得している。
2014年はステージ2で事故に見舞われたライバルのアイラット・マルデフ（カマズ）を救助するために僅かな時間立ち止まったが、最終的にこれが祟って1位のアンドレイ・カルギノフ（カマズ）にたった3分11秒差で敗北している。なおこの最終ステージではカルギノフも四輪のミニを救助したが救済タイムが与えられ、これにデ・ルーイは抗議したが覆らなかった。
2018年大会はアフリカ・エコレースでLNGを燃料に用いたパワースターで参戦し優勝したが、日程が被っていたためダカールは不参加となった。
最後となった2019年大会では砂丘でスタックしていたフランス人のロナン・シャボーのトヨタ・ハイラックスへ思い切り激突し、マシンの外にいたナビのジル・ピローを轢きそうになった。幸いピローは激突寸前に気付いて逃げたため怪我はせず、デ・ルーイはシャボーを救出後走行を続け、首位から1時間半遅れの3位表彰台を獲得している。
2020年大会では、2010年に負った重症が原因の、背中のヘルニアの悪化を理由に不参加となり、これ以降はチーム・デ・ルーイ（デ・ルーイ・イヴェコ）を率いる立場として参加している。
2020年に使用済みとなったデ・ルーイのパワースターが、オランダの消防士で構成されたチーム「ファイアーメン・ダカール・チーム」へ払い下げられた。
カマズ撤退初年度の2023年、チーム・デ・ルーイのヤヌス・ファン・カステレンJr.は初優勝を飾り、マーティン・ファン・デン・ブリンクが3位、マーティンの息子で20歳のミッチェル・ファン・デン・ブリンクも4位と上位を占めた。